# Cerro de las Ánimas
Der Cerro de las Ánimas (Deutsch: Hügel der Seelen, ehemals bekannt als Mirador Nacional) ist der zweithöchste Punkt von Uruguay. Der Gipfel liegt auf einer Höhe von 501 Meter. Er befindet sich im Südwesten des Departamento Maldonado in der Stadt Piriápolis und gehört zur Hügelkette der Sierra de las Ánimas.

## Geschichte
Bis 1973 galt der Cerro de las Ánimas als höchster Punkt Uruguays. In diesem Jahr nahm jedoch das Servicio Geográfico Militar erneut Messungen vor und änderte die Höhenangabe des Cerro Catedral auf die heute gültige Höhe von 514 Meter, wodurch dieser offiziell zur höchsten Erhebung des Landes wurde.